# Skocznia narciarska im. Adama Małysza
Skocznia narciarska im. Adama Małysza – duża skocznia narciarska o punkcie konstrukcyjnym K120 i rozmiarze HS 134, zlokalizowana w Wiśle-Malince, na północnym stoku zakończenia grzbietu Cienków (a precyzyjniej spiętrzenia progu o nazwie Cienków Niżni, 720 m n.p.m.), na wysokości 630 m n.p.m., nad potokiem Malinka i przy drodze wojewódzkiej nr 942. Jedna z dwóch – obok Wielkiej Krokwi w Zakopanem – dużych skoczni narciarskich w Polsce. Nosi imię Adama Małysza. Oficjalna pojemność trybun obiektu wynosi 8000 miejsc, z czego 1233 stanowią miejsca siedzące. Obiekt wyposażony jest w nawierzchnię igelitową, mrożone tory najazdowe, sztuczne oświetlenie oraz kolej krzesełkową.

## Parametry skoczni
- Punkt konstrukcyjny: 120 m[4]
- Wielkość skoczni (HS): 134 m
- Długość najazdu: 88,2 m
- Nachylenie najazdu: 35°
- Długość progu: 6,6 m
- Nachylenie progu: 10,5°
- Wysokość progu: 3,1 m
- Nachylenie zeskoku: 37,5°/34,8°/32,3°

## Historia

### Skocznia Malinka (1933–2001)
Pierwsza skocznia w Malince (drewniana) została zbudowana w latach 1932–1933, pod przewodnictwem Rudolfa Kowali. Jej pierwszym rekordzistą został Mieczysław Kozdruń, osiągając odległość 41 metrów. W 1953 r. dokonano pierwszej większej przebudowy obiektu. Od 1958 r. rozgrywano na niej prestiżowe, międzynarodowe zawody o Puchar Beskidów. Kolejna rozbudowa odbyła się w latach 1966–1967, według wytycznych inżyniera Jerzego Muniaka, projektanta wielu skoczni narciarskich w Polsce. W 1960 r., tuż przed wyjazdem na Zimowe Igrzyska Olimpijskie do Squaw Valley, podczas treningu na skoczni Malinka, groźnego upadku doznał Zdzisław Hryniewiecki. Jego efektem było złamanie kręgosłupa i zakończenie kariery skoczka (trwałe inwalidztwo). Rekord długości skoku na tej skoczni (102,5 m) należy do Tadeusza Fijasa.
Na fali sukcesów Adama Małysza, w 2001 r. podjęto decyzję o zburzeniu starej konstrukcji obiektu K105 i wybudowaniu na jej miejscu nowej skoczni narciarskiej o punkcie konstrukcyjnym K120. Ostatnie oficjalne zawody na starej skoczni w Malince to Mistrzostwa Polski, przeprowadzone 28 lutego 2001. Wówczas też padł ostatni rekord skoczni – 112,5 m Wojciecha Skupnia. Chwilę później jeszcze dalej skoczył Robert Mateja – 119 m, ale skoku nie ustał i nie został on zaliczony. Ponadto, po próbie Matei konkurs przerwano i zaczęto od początku, przez co ani rekordowy wynik Skupnia, ani nieustany skok Matei nie widnieją w oficjalnej tabeli wyników zawodów – po restarcie konkursu najdłuższy skok oddał Skupień – 105 m.

### Skocznia im. A. Małysza (2008–)
Akt erekcyjny pod budowę skoczni narciarskiej podpisał prezydent Aleksander Kwaśniewski 28 października 2003 na wiślańskim rynku. Budowa nowego obiektu od podstaw rozpoczęła się zimą 2004 r. 5 września 2005 odbyło się uroczyste wmurowanie aktu erekcyjnego w budynek główny skoczni z udziałem prezydenta A. Kwaśniewskiego. Planowaną datę ukończenia budowy zmieniano kilkakrotnie – w sierpniu 2006 r. podczas prac na stoku osunęła się ziemia, co znacząco przedłużyło przebudowę obiektu. Według ekspertyzy krakowskiej AGH winni katastrofie budowlanej byli projektanci, którzy założyli, że podłoże jest litą skałą, a w rzeczywistości było niestabilnym łupkiem. Na początku 2008 r. wznowiono prace nad zeskokiem i naprawiono efekty katastrofy, prace ostatecznie zakończono latem. Ostateczny koszt budowy skoczni wyniósł 48 mln zł.
Pierwszy skok na nowym obiekcie oddał 17 września 2008 Adam Małysz, uzyskując odległość o kilka metrów większą niż punkt K (120 m). Skok nie był jednak oficjalnie mierzony, ani oceniany przez sędziów. W mediach pojawiały się informacje o osiągnięciu 126 m. Dalej miał skoczyć wówczas Piotr Żyła – 130 m, bądź 129 m. W dniach 25–28 września 2008 odbyły się otwierające nowy obiekt Letnie Mistrzostwa Polski w skokach narciarskich i kombinacji norweskiej. Podczas mistrzostw skoczni zostało nadane imię Adama Małysza. Pierwszy rekord ustanowił podczas skoków do kombinacji Paweł Słowiok, skacząc na odległość 123 metrów. Mistrzem Polski w konkursie indywidualnym został Małysz, bijąc rekord skoczni – 132,5 m. Dzień później Marcin Bachleda w konkursie drużynowym uzyskał odległość 133,5 m. W sezonie 2008/09 na skoczni po raz pierwszy rozegrane zostały zawody Pucharu Kontynentalnego w skokach i kombinacji norweskiej. Zwycięzcami zawodów skoków zostali Stefan Thurnbichler i Andreas Kofler. W 2009 r., w ramach Letniego Pucharu Kontynentalnego, zostały rozegrane finałowe konkursy cyklu. Oba wygrał Marcin Bachleda, przed Adamem Małyszem i Łukaszem Rutkowskim. 19 sierpnia 2010 w kwalifikacjach do pierwszego konkursu LGP w Wiśle, Kamil Stoch wyrównał rekord obiektu, czyli 134,5 m. W dniach 20–21 sierpnia 2010 w Wiśle-Malince na skoczni imienia Adama Małysza odbyło się Letnie Grand Prix w skokach narciarskich. W pierwszym dniu zawody wygrał Adam Małysz, a w drugim dniu Kamil Stoch. W dniach 2–3 października 2010 w Wiśle-Malince na skoczni imienia Adama Małysza odbył się finał Letniego Pucharu Kontynentalnego w skokach narciarskich. Triumfatorem pierwszego i drugiego konkursu został Norweg Anders Fannemel. W sobotę na drugim stopniu podium znajdował się Stefan Hula. 9 stycznia 2013 skocznia po raz pierwszy gościła zawody Pucharu Świata w skokach narciarskich. Konkurs zakończył się wygraną Andersa Bardala. Szósty był Piotr Żyła, a siódmy Kamil Stoch. Od tego czasu PŚ odwiedza skocznię corocznie.
W sierpniu 2017 r. rozpoczęto montaż torów lodowych, które umożliwiają rozgrywanie zawodów w okresie zimowym przy dodatnich temperaturach (na istniejącym profilu rozbiegu zaprojektowano tor zimowo-letni z systemem mrożenia, systemem zraszania i wyrzynania lodu oraz systemem przykrywania). We wrześniu 2017 r. zakończył się pierwszy etap prac, obejmujący rozbiórkę dotychczasowych torów ceramicznych, montaż nowego najazdu oraz stelażu poziomującego rozbieg, natomiast aparatura do zimowej obsługi torów najazdowych została zainstalowana w kolejnym miesiącu. Całość inwestycji zrealizowano kosztem 2 829 000 złotych brutto.
W sierpniu 2023 r. rozpoczęto gruntowną modernizację skoczni. W pierwszym etapie pracę mają polegać na zmianie nachyleniu progu skoczni z 10,5 na 11 stopni, rozebraniu starego i zbudowaniu nowego zeskoku wraz z jego podniesieniem względem poprzedniego. Prace te przyczynią się do obniżenia pułapu lotu skoczków. W drugim etapie nastąpić ma zamontowanie na zeskoku igelitu, oraz wymiana kolei linowej na górę skoczni na windę skośną. Pierwszy etap prac zakończono w styczniu 2024, dzięki czemu możliwe stało się rozegranie konkursów Pucharu Świata w terminie 12-14 stycznia 2024. Wszystkie prace mają zaś zakończyć się w czerwcu 2024 r.  Koszt modernizacji skoczni ma wynosić 53 miliony złotych brutto.
W związku z modernizacją powodującą zmianę profilu skoczni,  Międzynarodowa Federacja Narciarska (FIS) zdecydowała o wyzerowaniu oficjalnego rekordu obiektu.. Nowym rekordzistą skoczni jest Andreas Wellinger (144,5 m).

## Rekordziści skoczni
|                | \| Rekordy letnie \| Rekordy letnie \| Rekordy letnie \| Rekordy letnie \| Rekordy letnie \| \| Lp. \| Data \| Zawodnik \| Odległość \| Uwagi \| \| -------------- \| ------------------- \| ----------------- \| -------------- \| ---------------------------------------------------------------------------------------- \| \| 1. \| 26 września 2008 \| Paweł Słowiok \| 123,0 m \| \| \| 2. \| 26 września 2008 \| Marcin Bachleda \| 125,0 m \| \| \| 3. \| 26 września 2008 \| Adam Małysz \| 126,0 m \| MP, kwalifikacje \| \| 4. \| 26 września 2008 \| Maciej Kot \| 135,0 m \| nieoficjalny \| \| 5. \| 27 września 2008 \| Adam Małysz \| 132,0 m \| MP, konkurs \| \| 6. \| 27 września 2008 \| Adam Małysz \| 132,5 m \| MP, konkurs \| \| 7. \| 28 września 2008 \| Marcin Bachleda \| 133,5 m \| MP, konkurs \| \| 8. \| 13 września 2009 \| Marcin Bachleda \| 134,0 m \| LPK \| \| 9. \| 13 września 2009 \| Adam Małysz \| 134,0 m \| LPK \| \| 10. \| 25 lipca 2010 \| Adam Małysz \| 134,5 m \| MP \| \| 11. \| 19 sierpnia 2010 \| Kamil Stoch \| 134,5 m \| LGP, kwalifikacje \| \| 12. \| 3 października 2010 \| Anssi Koivuranta \| 136,0 m \| LPK \| \| 13. \| 3 października 2010 \| Jure Šinkovec \| 137,5 m \| LPK, konkurs \| \| 14 \| 8 stycznia 2013 \| Stefan Kraft \| 139 m \| PŚ, konkurs (ostatni oficjalny rekord skoczni przed modernizacją obiektu w 2023 roku) \| \| 15 \| 12 stycznia 2024 \| Anže Lanišek \| 134,5m \| PŚ, kwalifikacje (pierwszy oficjalny rekord skoczni po modernizacji obiektu w 2023 roku) \| \| 16 \| 13 stycznia 2024 \| Andreas Wellinger \| 144,5m \| PŚ, konkurs duetów \| |                   |           |                                                                                          |
| Rekordy letnie | |                   |           |                                                                                          |
| Lp.            | Data | Zawodnik          | Odległość | Uwagi                                                                                    |
| 1.             | 26 września 2008 | Paweł Słowiok     | 123,0 m   |                                                                                          |
| 2.             | 26 września 2008 | Marcin Bachleda   | 125,0 m   |                                                                                          |
| 3.             | 26 września 2008 | Adam Małysz       | 126,0 m   | MP, kwalifikacje                                                                         |
| 4.             | 26 września 2008 | Maciej Kot        | 135,0 m   | nieoficjalny                                                                             |
| 5.             | 27 września 2008 | Adam Małysz       | 132,0 m   | MP, konkurs                                                                              |
| 6.             | 27 września 2008 | Adam Małysz       | 132,5 m   | MP, konkurs                                                                              |
| 7.             | 28 września 2008 | Marcin Bachleda   | 133,5 m   | MP, konkurs                                                                              |
| 8.             | 13 września 2009 | Marcin Bachleda   | 134,0 m   | LPK                                                                                      |
| 9.             | 13 września 2009 | Adam Małysz       | 134,0 m   | LPK                                                                                      |
| 10.            | 25 lipca 2010 | Adam Małysz       | 134,5 m   | MP                                                                                       |
| 11.            | 19 sierpnia 2010 | Kamil Stoch       | 134,5 m   | LGP, kwalifikacje                                                                        |
| 12.            | 3 października 2010 | Anssi Koivuranta  | 136,0 m   | LPK                                                                                      |
| 13.            | 3 października 2010 | Jure Šinkovec     | 137,5 m   | LPK, konkurs                                                                             |
| 14             | 8 stycznia 2013 | Stefan Kraft      | 139 m     | PŚ, konkurs (ostatni oficjalny rekord skoczni przed modernizacją obiektu w 2023 roku)    |
| 15             | 12 stycznia 2024 | Anže Lanišek      | 134,5m    | PŚ, kwalifikacje (pierwszy oficjalny rekord skoczni po modernizacji obiektu w 2023 roku) |
| 16             | 13 stycznia 2024 | Andreas Wellinger | 144,5m    | PŚ, konkurs duetów                                                                       |